# Thryogenes
Thryogenes (лат.) — род жуков из семейства брахицерид (Brachyceridae).

## Описание
Тело в коротких округлых чешуйках, ноги и частично низ груди и брюшка в волосках. Переднегрудь без простернальной выемки и заглазничных лопастей. Голени тонкие, у вершины изогнутые внутрь. Лапки длинные узкие. На средних и задних ногах первый сегмент значительно длиннее, а второй немного длиннее своей ширины.